# Montpezat-sous-Bauzon
Pour les articles homonymes, voir Montpezat.
Montpezat-sous-Bauzon [mɔ̃pəza su bozɔ̃] est une commune française située dans le département de l'Ardèche, en région Auvergne-Rhône-Alpes.

## Géographie

### Situation et description
Montpezat est un petit village à l'aspect essentiellement rural. Son territoire est situé à la limite géographique et climatique entre le Bas-Vivarais et la montagne ardéchoise. Deux rivières traversent son territoire, la Fontaulière et son affluent la Pourseille. Le village est situé au cœur du parc naturel régional des Monts d'Ardèche. La commune de Montpezat-sous-Bauzon s’étend sur 27 km2 qui s’étagent de 409 mètres d’altitude, au niveau de la plaine de Champagne, à 1 471 mètres d’altitude au sommet du suc de Bauzon.

### Géologie et relief
Géologiquement, la localité compte cinq volcans :
- La Gravenne, ancien cône strombolien de 806 mètres ;
- Le Chambon, découpé jadis dans son socle pour extraire des pierres taillées pour la construction de certaines maisons du village ;
- Le Suc de Bauzon, point culminant de Montpezat-sous-Bauzon à 1 471 mètres ;
- La Vestide du Pal, un des plus grands cratères de maar européens ;
- Le lac Ferrand, petit cratère de maar rempli par les eaux d’écoulement.

Il existe sur le territoire communal deux appareils stromboliens à Bauzon et à la Gravenne de Montpezat, trois maars à la Vestide du Pal, au Lac Ferrand et au Chambon. À la Vestide du Pal un appareil strombolien succède l'explosion ayant formé le maar.
Il s'agit d'un volcanisme particulièrement jeune puisqu'il s'étend entre −130 000 et −15 000 ans.

### Communes limitrophes
Montpezat-sous-Bauzon est limitrophe de neuf communes, toutes situées dans le département de l'Ardèche et réparties géographiquement de la manière suivante :

### Climat
Pour des articles plus généraux, voir Climat d'Auvergne-Rhône-Alpes et Climat de l'Ardèche.
En 2010, le climat de la commune est de type climat méditerranéen franc, selon une étude du CNRS s'appuyant sur une série de données couvrant la période 1971-2000. En 2020, Météo-France publie une typologie des climats de la France métropolitaine dans laquelle la commune est exposée à un climat de montagne ou de marges de montagne et est dans la région climatique Sud-est du Massif Central, caractérisée par une pluviométrie annuelle de 1 000 à 1 500 mm, minimale en été, maximale en automne.
Pour la période 1971-2000, la température annuelle moyenne est de 10,6 °C, avec une amplitude thermique annuelle de 16,8 °C. Le cumul annuel moyen de précipitations est de 1 842 mm, avec 9,1 jours de précipitations en janvier et 5,4 jours en juillet. Pour la période 1991-2020, la température moyenne annuelle observée sur la station météorologique installée sur la commune est de 12,1 °C et le cumul annuel moyen de précipitations est de 1 649,9 mm,. Pour l'avenir, les paramètres climatiques de la commune estimés pour 2050 selon différents scénarios d'émission de gaz à effet de serre sont consultables sur un site dédié publié par Météo-France en novembre 2022.
| Mois                                  | jan.          | fév.           | mars          | avril           | mai           | juin          | jui.          | août         | sep.          | oct.            | nov.            | déc.           | année      |
| ------------------------------------- | ------------- | -------------- | ------------- | --------------- | ------------- | ------------- | ------------- | ------------ | ------------- | --------------- | --------------- | -------------- | ---------- |
| Température minimale moyenne (°C)     | 0,9           | 0,9            | 3,4           | 5,7             | 8,9           | 12,5          | 14,5          | 14,4         | 11,2          | 8,3             | 4,4             | 1,8            | 7,2        |
| Température moyenne (°C)              | 4,4           | 5              | 8,3           | 10,7            | 14,5          | 18,4          | 20,9          | 20,7         | 16,6          | 12,6            | 7,9             | 5,1            | 12,1       |
| Température maximale moyenne (°C)     | 7,9           | 9,1            | 13,1          | 15,8            | 20,1          | 24,4          | 27,3          | 27           | 22,1          | 16,8            | 11,5            | 8,5            | 17         |
| Record de froid (°C) date du record   | −9 05.01.1993 | −11,5 04.02.12 | −7 09.03.10   | −3,5 05.04.1996 | 0 05.05.1991  | 4 13.06.1995  | 6 12.07.1993  | 5 30.08.1998 | 1 30.09.1995  | −3,5 31.10.1997 | −8,5 23.11.1998 | −10 18.12.1990 | −11,5 2012 |
| Record de chaleur (°C) date du record | 20,7 08.01.13 | 23,1 27.02.19  | 25,6 17.03.14 | 28,5 29.04.05   | 32,7 29.05.01 | 38,3 28.06.19 | 36,4 21.07.15 | 39 23.08.23  | 34,4 04.09.16 | 30,2 02.10.11   | 23,6 07.11.13   | 19,4 25.12.23  | 39 2023    |
| Précipitations (mm)                   | 126,4         | 86,4           | 86,5          | 132,8           | 126,5         | 86,7          | 66,9          | 74,5         | 181,3         | 247,6           | 278,1           | 156,2          | 1 649,9    |

### Hydrographie
La Fontaulière est l’exemple même de la rivière cévenole : capricieuse et imprévisible. Elle prend sa source à l’entrée du cratère de La Vestide du Pal et se jette 24 kilomètres plus bas au Pont-de-Labeaume, sous le château de Ventadour. Une randonnée est proposée à l’Office Tourisme pour découvrir une partie de cette vallée sauvage, sa flore et ses coins de baignade. Elle est aussi un lieu de rendez-vous de nombreux pêcheurs. La Pourseille née au hameau Pal et termine sa course cinq kilomètres plus bas par une chute de 32 mètres dans la Fontaulière, derrière le château de Pourcheyrolles.

### Lieux-dits, hameaux et écarts
- Les Plantades
- Chalias (de l’occitan « chalàs » ou « chalhàs » signifiant « gros rochers »).
- Le Fau (de l’occitan « faux » désignant un « hêtre »).
- Bouteille
- Les Malfaugères
- Le Villaret
- Champagne
- Montpezat-sous-Bauzon se trouve au départ de la Montée du Pal.

## Urbanisme

### Typologie
Au 1er janvier 2024, Montpezat-sous-Bauzon est catégorisée commune rurale à habitat dispersé, selon la nouvelle grille communale de densité à 7 niveaux définie par l'Insee en 2022.
Elle est située hors unité urbaine. Par ailleurs la commune fait partie de l'aire d'attraction d'Aubenas, dont elle est une commune de la couronne,. Cette aire, qui regroupe 68 communes, est catégorisée dans les aires de 50 000 à moins de 200 000 habitants,.

### Occupation des sols
L'occupation des sols de la commune, telle qu'elle ressort de la base de données européenne d’occupation biophysique des sols Corine Land Cover (CLC), est marquée par l'importance des forêts et milieux semi-naturels (90,9 % en 2018), une proportion sensiblement équivalente à celle de 1990 (91,2 %). La répartition détaillée en 2018 est la suivante : 
forêts (58,7 %), milieux à végétation arbustive et/ou herbacée (32,3 %), zones agricoles hétérogènes (4,2 %), zones urbanisées (3 %), prairies (1,8 %).
L'évolution de l’occupation des sols de la commune et de ses infrastructures peut être observée sur les différentes représentations cartographiques du territoire : la carte de Cassini (XVIIIe siècle), la carte d'état-major (1820-1866) et les cartes ou photos aériennes de l'IGN pour la période actuelle (1950 à aujourd'hui).

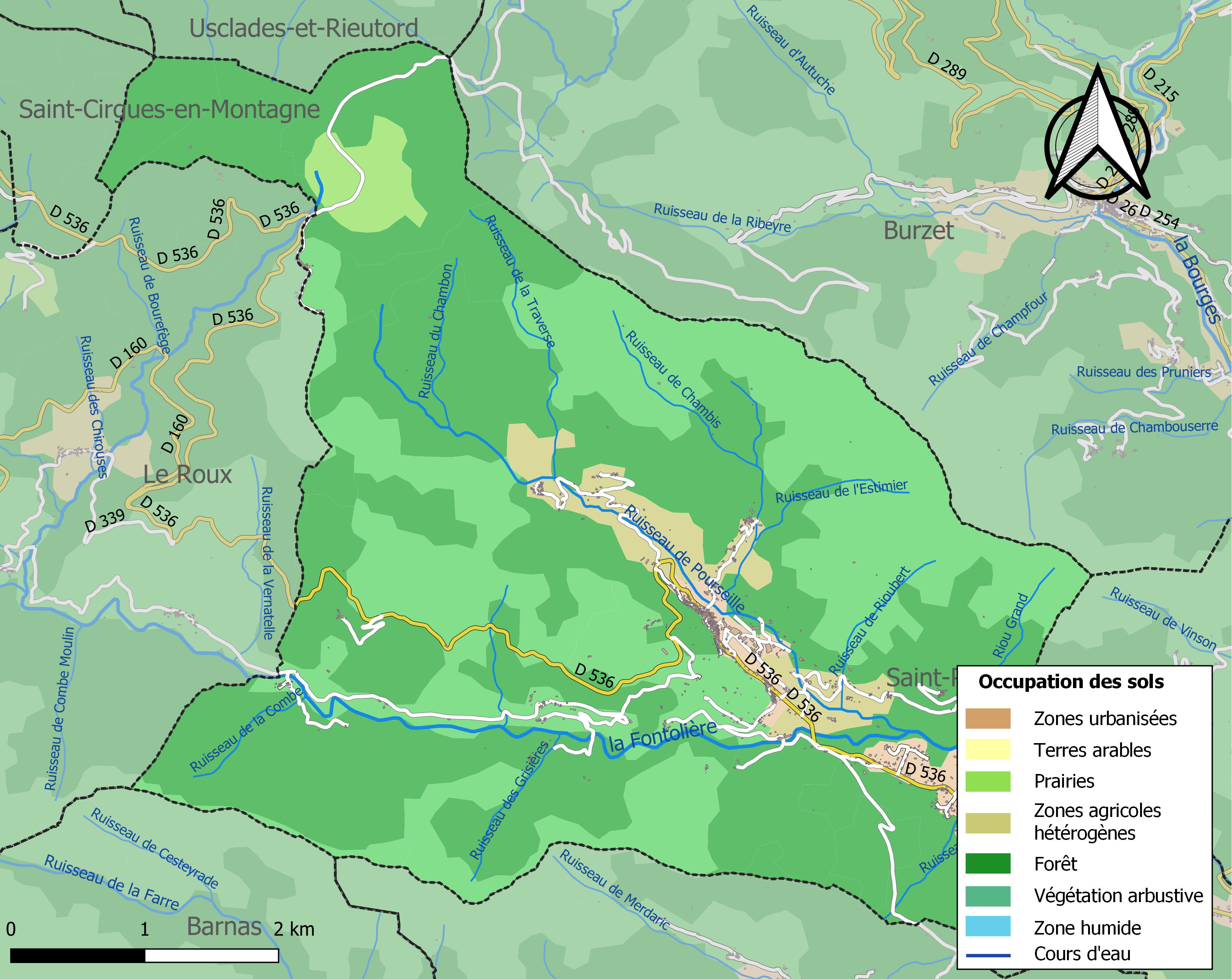
Carte des infrastructures et de l'occupation des sols de la commune en 2018 (CLC).

### Risques naturels

#### Risques sismiques
L'ensemble du territoire de la commune de Montpezat-sous-Bauzon est situé en zone de sismicité no 2 dite faible (sur une échelle de 5), comme la plupart des communes situées sur le plateau et la montagne ardéchoise, mais non loin de limite de la zone de sismicité no 3, dite modérée, située plus à l'est et correspondant la vallée du Rhône.
| Type de zone | Niveau           | Définitions (bâtiment à risque normal) |
| ------------ | ---------------- | -------------------------------------- |
| Zone 2       | Sismicité faible | accélération = 1,1 m/s2                |

## Toponymie
Montpezat, de l'occitan pesat, "pesé" dont le sens ici est discuté. Suc de Bauzon (1471 m), montagne proche au nord-ouest, point culminant du territoire communal.

## Histoire

Panoramique montrant Burzet (à gauche) et Montpezat-sous-Bauzon (à droite) vu depuis le Mont Aigu, en août 2005.

Depuis la préhistoire, le village de Montpezat s’est construit sur le sentier naturel qui conduit de la vallée du Rhône et du Bas-Vivarais vers les hauts plateaux ardéchois.
- Axe de communication stratégique pour les Romains (Montée du Pal), il est devenu le passage obligé pour les muletiers qui, du XIIe au XVIIIe siècle vont faire transiter par cette voie toutes sortes de marchandises, entraînant la naissance d’une activité hôtelière et commerçante importante. En 1693 on recensait 65 auberges dans le bourg, sans compter celles, moins prestigieuses, des hameaux. Les pèlerins rejoignant Le Puy-en-Velay pour prendre le chemin de Saint-Jacques-de-Compostelle font halte eux aussi dans les auberges et dans les prieurés du village.
- Activité artisanale également : meuniers, cordonniers, tisserands, boulangers, couteliers, maréchaux-ferrants, moulinages exercent leurs métiers au cœur d’une commune qui comptera jusqu’à 3 000 âmes en 1876 (Montpezat rivalisait alors avec Aubenas).

Avec la construction de la route de la Chavade, l’arrivée de l’automobile et l’abandon d’un projet de voie ferrée le village va voir sa population diminuer jusqu’en 1990 (voir graphique ci-dessous).
Mais les sites témoins de cette longue et riche histoire sont encore visibles :
- le château de Pourcheyrolles ;
- Monltlaur et la ville-basse ;
- l’église de Notre-Dame-de-Prévenchères ;
- le prieuré de Clastres ;
- le calvaire ;
- la voie romaine Jules-César ;
- la béalière ;
- les ponts ;
- le chemin des Endettés ;
- la pyramide surmontée de Notre-Dame-de-Bon-Conseil, la pietà devant laquelle Marie Rivier priait.

## Politique et administration

### Liste des maires
| Période                                  | Période                   | Identité              | Étiquette      | Qualité              |
| ---------------------------------------- | ------------------------- | --------------------- | -------------- | -------------------- |
| Les données manquantes sont à compléter. |                           |                       |                |                      |
| mars 1971                                | mars 1983                 | Évelyne Falgon        | SE             |                      |
| mars 1983                                | mars 2001                 | Louis Teyssier        | SE             | Principal de collège |
| mars 2001                                | mars 2014                 | Albert Salomon        | Apparenté PCF  |                      |
| mars 2014                                | mai 2020                  | Daniel Chambon        | SE             | Retraité             |
| mai 2020                                 | En cours (au 6 août 2020) | Marie-France Fabreges | Apparenté EELV | Retraitée            |

## Population et société

### Démographie
L'évolution du nombre d'habitants est connue à travers les recensements de la population effectués dans la commune depuis 1793. Pour les communes de moins de 10 000 habitants, une enquête de recensement portant sur toute la population est réalisée tous les cinq ans, les populations de référence des années intermédiaires étant quant à elles estimées par interpolation ou extrapolation. Pour la commune, le premier recensement exhaustif entrant dans le cadre du nouveau dispositif a été réalisé en 2008.

En 2022, la commune comptait 756 habitants, en évolution de −11,58 % par rapport à 2016 (Ardèche : +2,48 %, France hors Mayotte : +2,11 %).
| 1793  | 1800  | 1806  | 1821  | 1831  | 1836  | 1841  | 1846  | 1851  |
| ----- | ----- | ----- | ----- | ----- | ----- | ----- | ----- | ----- |
| 2 350 | 2 115 | 1 778 | 2 174 | 2 612 | 2 723 | 2 902 | 2 857 | 2 820 |

| 1856  | 1861  | 1866  | 1872  | 1876  | 1881  | 1886  | 1891  | 1896  |
| ----- | ----- | ----- | ----- | ----- | ----- | ----- | ----- | ----- |
| 2 590 | 2 575 | 2 564 | 2 347 | 2 549 | 2 303 | 2 286 | 2 339 | 2 112 |

| 1901  | 1906  | 1911  | 1921  | 1926  | 1931  | 1936  | 1946  | 1954  |
| ----- | ----- | ----- | ----- | ----- | ----- | ----- | ----- | ----- |
| 2 019 | 1 920 | 1 796 | 1 521 | 1 350 | 1 345 | 1 231 | 1 016 | 1 701 |

| 1962 | 1968 | 1975 | 1982 | 1990 | 1999 | 2006 | 2008 | 2013 |
| ---- | ---- | ---- | ---- | ---- | ---- | ---- | ---- | ---- |
| 820  | 693  | 676  | 649  | 698  | 634  | 748  | 780  | 894  |

| 2018 | 2022 | - | - | - | - | - | - | - |
| ---- | ---- | - | - | - | - | - | - | - |
| 739  | 756  | - | - | - | - | - | - | - |

### Enseignement
La commune dépend de l'académie de Grenoble. Les élèves de Montpezat commencent leur scolarité à l'école primaire de la commune, qui compte trois classes (30 enfants en maternelles et 45 en élémentaire). Ils poursuivent au collège Joseph-Durand, à Montpezat (247 collégiens),.

### Médias
Deux organes de presse écrite sont distribués dans la commune :
- L'Hebdo de l'Ardèche

Il s'agit d'un journal hebdomadaire français basé à Valence et diffusé à Privas depuis 1999. Il couvre l'actualité pour tout le département de l'Ardèche.
- Le Dauphiné libéré

Il s'agit d'un journal quotidien de la presse écrite française régionale distribué dans la plupart des départements de l'ancienne région Rhône-Alpes, notamment l'Ardèche. La commune est située dans la zone d'édition du Centre-Ardèche (Privas).

### Cultes
L'Église paroissiale de Montpezat-sous-Bauzon (propriété de la commune) et la communauté catholique sont rattachées à la Paroisse Sainte Marie Rivier en Val d’Ardèche, laquelle dépend du diocèse de Viviers.

## Économie

### Industrie
Montpezat est dotée d’une centrale hydroélectrique EDF, inaugurée en 1954,. Les eaux sont captées à plus de 1 000 mètres d’altitude sur le plateau ardéchois par deux barrages : celui de La Palisse sur la Loire (8,5 millions de mètres cubes) et celui du Gage sur le Gage et le Tauron (3,4 millions de mètres cubes). Ces réservoirs artificiels ont été mis en communication avec le lac naturel d’Issarlès (35 millions de mètres cubes). Une galerie de 17,5 km suivie d’une conduite forcée de 1,4 km amènent l’eau aux turbines de la centrale de Montpezat après une chute de 635 mètres. L'eau est ensuite rejetée dans l'Ardèche.
La centrale est située sous la terre à 120 mètres,, de profondeur. Elle est composée de deux groupes à deux turbines de type Pelton à axe horizontal, de puissance unitaire de 60 mégawatts, et de deux alternateurs, d’une puissance de 65 mégavoltampères. La production annuelle d’électricité est de 300 millions de kilowattheures et est reliée au réseau national d’EDF.
Cette centrale, entièrement automatisée, est dirigée depuis Lyon.
En 2024, la centrale emploie treize salariés.

## Culture locale et patrimoine

### Lieux et monuments
- Église Notre-Dame-de-Prévenchère, église romane du XIIe siècle.
- Église Notre-Dame de l'Assomption de Montpezat-sous-Bauzon, laquelle fait l'objet d'une protection au titre des monuments historiques depuis 1944.
- Chapelle Sainte-Marie-Rivier dans l’église du bourg.
- Chapelle Saint-Roch du calvaire de Montpezat.
- La Vestide du Pal, un des plus vastes cratères d’Europe, accessible par la montée du Pal.
- Le site de Pourcheyrolles : ruines du château et cascade.

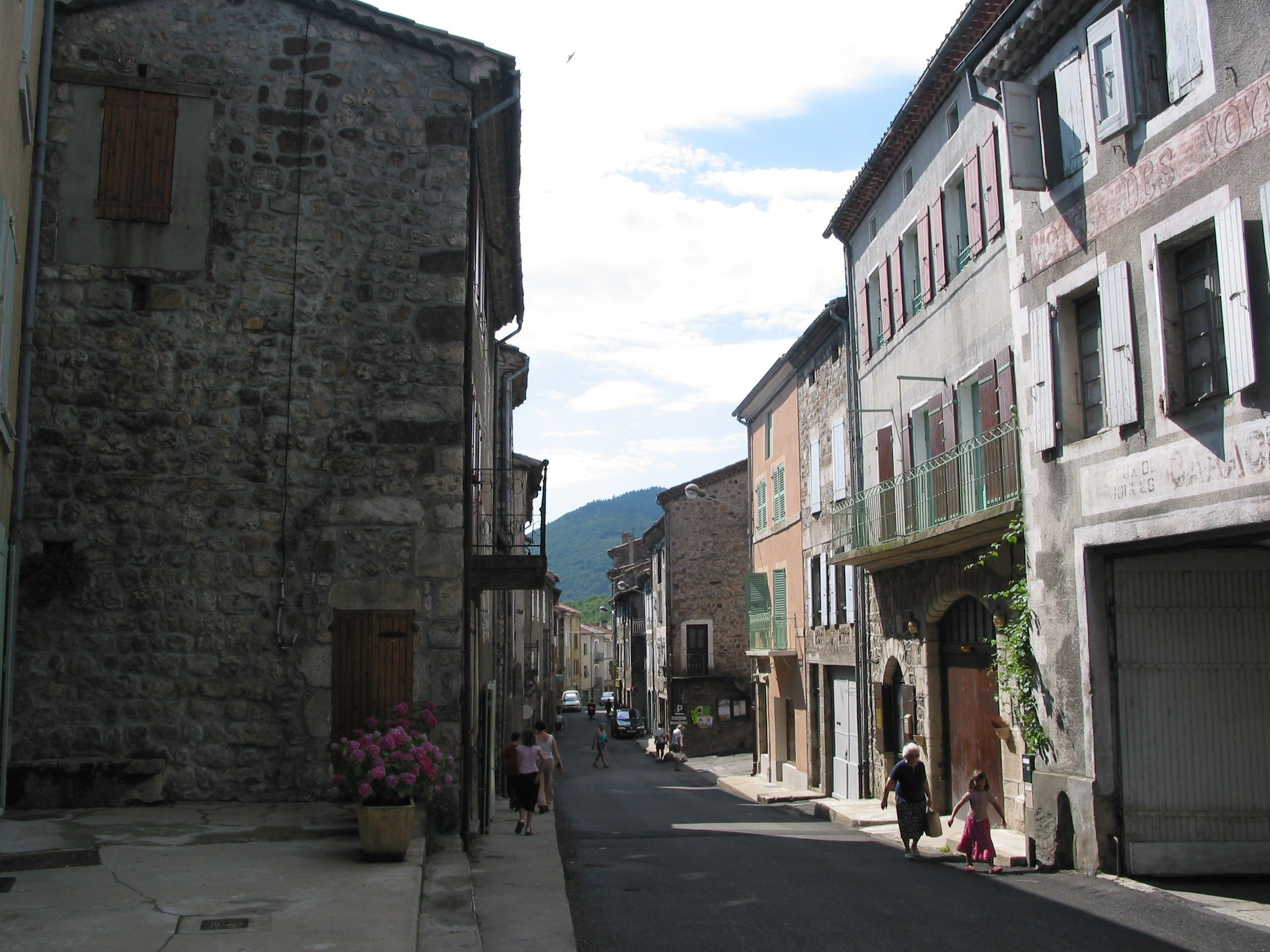
Rue principale de Montpezat-sous-Bauzon.
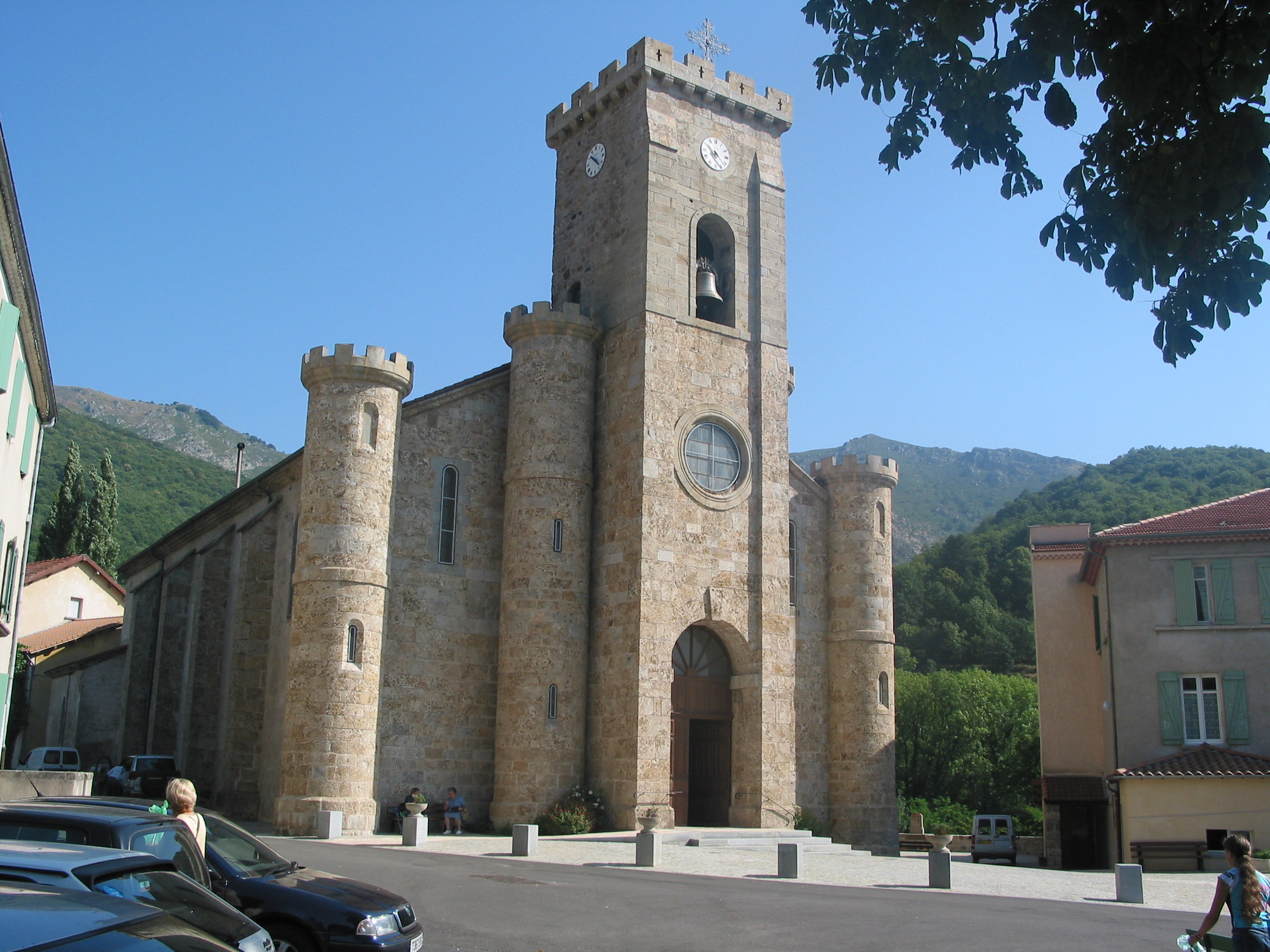
L’église de Montpezat-sous-Bauzon, à ne pas confondre avec Notre Dame de Prévenchère.
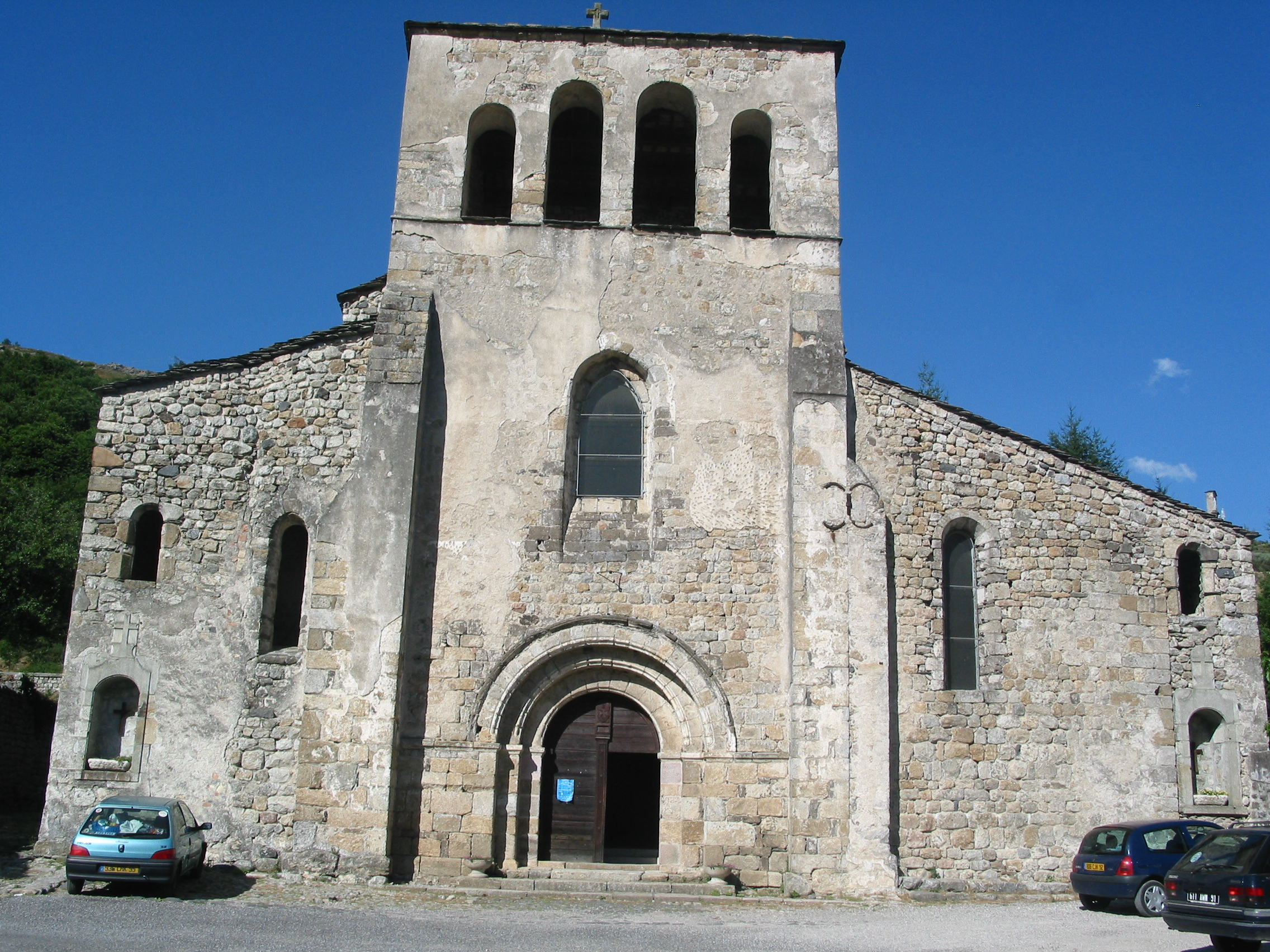
Face avant de Notre Dame de Prévenchère (2005).
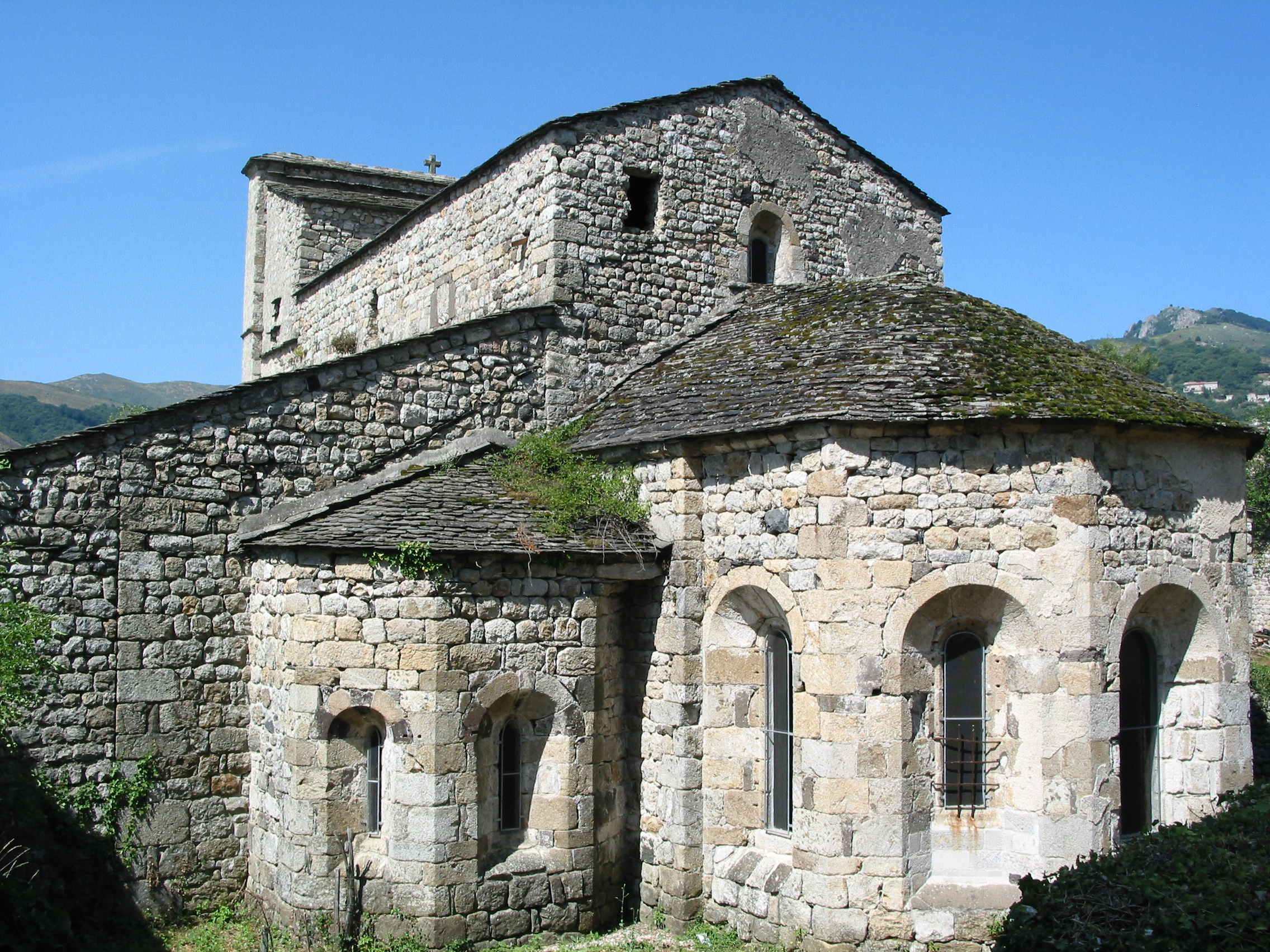
Face arrière de Notre Dame de Prévenchère (2005).
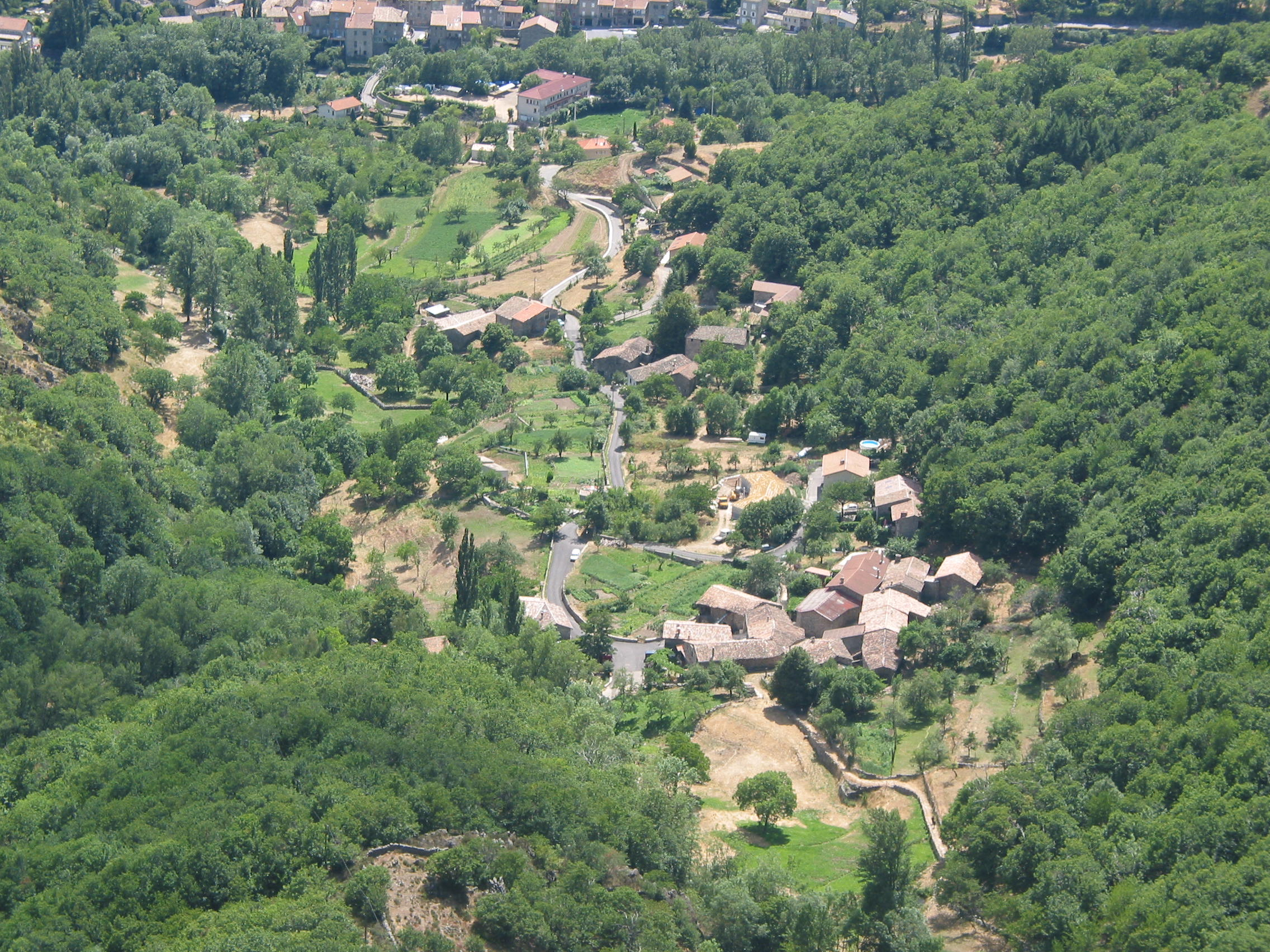
Le hameau de Chalias (Montpezat-sous-Bauzon) vu depuis le Rond de Courbeyre, en août 2005.

### Personnalités liées à la commune
- Marie Rivier (1768-1838), religieuse, fondatrice de la congrégation des sœurs de la Présentation de Marie. Béatifiée en 1982 par le pape Jean-Paul II et canonisée en 2022 par le pape François.

### Héraldique
| Blason de Montpezat-sous-Bauzon | Blason  | D'azur à la montagne d'argent, au chef d'or chargé de trois roses de gueules boutonnées d'or. |
| Blason de Montpezat-sous-Bauzon | Détails | Le statut officiel du blason reste à déterminer.                                              |